# كرفلة (مقاطعة دورة)
كرفلة (بالفارسية: کرفله) هي قرية تقع في Shurab Rural District في إيران. يقدر عدد سكانها بـ 75 نسمة .